# Lemuracris longicornis
Lemuracris longicornis är en insektsart som beskrevs av Vitaly Michailovitsh Dirsh 1966. Lemuracris longicornis ingår i släktet Lemuracris och familjen gräshoppor. Inga underarter finns listade i Catalogue of Life.